# Vruchtbeginsel

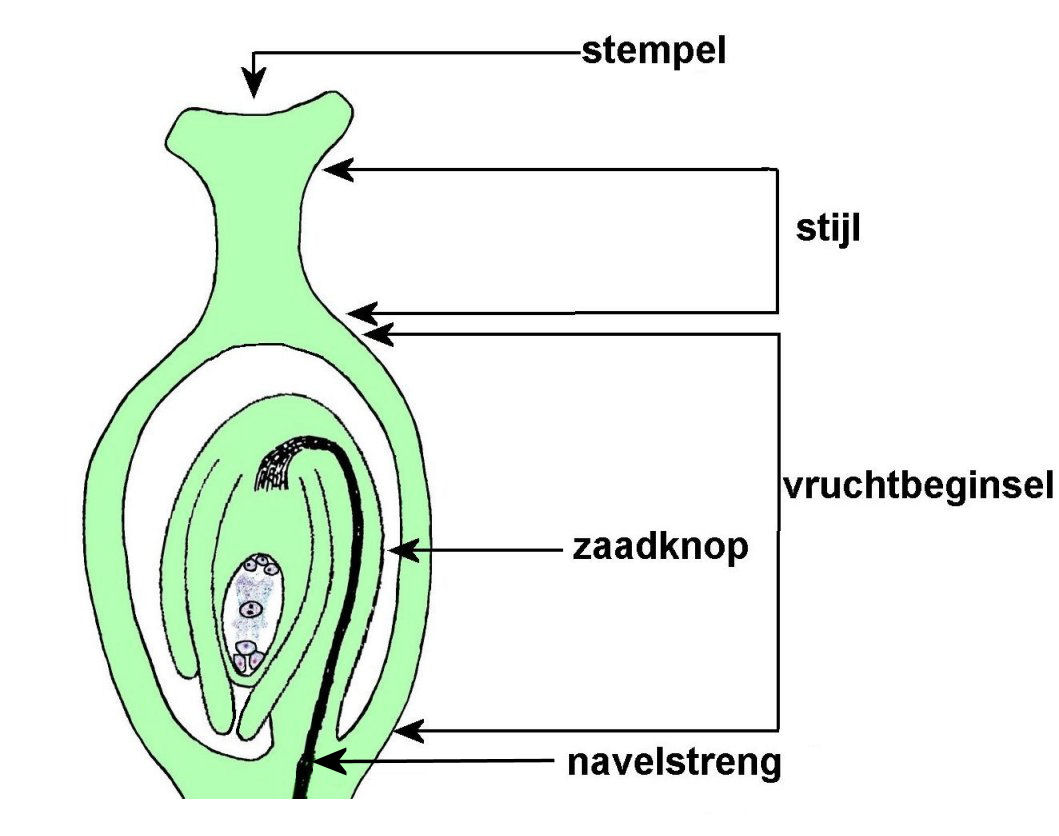
Stamper met stempel, stijl en een eenhokkig vruchtbeginsel (met één zaadknop)

Het vruchtbeginsel of ovarium is het een of meer zaadknoppen bevattende onderdeel van de stamper van een bloem. De stamper is de binnenste (laatste) krans van vruchtbladen (carpellen) in de bloem. Een stamper bestaat uit stempel, stijl en vruchtbeginsel. Het vruchtbeginsel kan bestaan uit een ruimte of verdeeld zijn in meer hokken. Zo wordt er gesproken van een-, twee-, en driehokkige vruchtbeginsels.
In het vruchtbeginsel zitten een of meer zaadknoppen, die met de zaadstreng (funiculus, navelstreng) vastzitten aan één of meer zaadlijsten (placenta) genoemd. De zaadknoppen in het vruchtbeginsel kunnen wandstandig, randstandig, hoekstandig (bijvoorbeeld bij de narcis), vrij in het midden, vrij op de bodem (basaal), rechtopstaand of hangend aan de top geplaatst zijn. Een zaadlijst is de vergroeiing van de twee bladrandhelften van het vruchtblad.

schematische tekeningen
Vruchtbeginsels I bovenstandig: V II tussenstandig: V III onderstandig: V
Zaadknoppen a: wandstandig b: hoekstandig c: randstandig

## Bovenstandig, onderstandig en tussenstandig vruchtbeginsel
Het vruchtbeginsel kan bovenstandig (hypogyn), onderstandig (epigyn) of tussenstandig (perigyn) zijn, afhankelijk van de plaats ten opzichte van de inplanting van de bloembekleedselen; de bloem en bloembekleedselen worden dan resp. hypogyn(isch), epigyn(isch) of perigyn(isch) genoemd.
- Als de kelk- en kroonbladen en de meeldraden aan de onderkant zijn ingeplant dan is er sprake van een bovenstandig vruchtbeginsel.
- Bij een onderstandig vruchtbeginsel zijn de kelkbladen, kroonbladen en meeldraden aan de bovenkant van het vruchtbeginsel ingeplant. Een onderstandig vruchtbeginsel is evolutionair uit een bovenstandig vruchtbeginsel ontstaan, waarbij de bloembodem om het vruchtbeginsel naar boven is gegroeid.
- Als het vruchtbeginsel vrij staat (niet vergroeid) en de kelk- en kroonbladen en de meeldraden staan boven de bloembodem ingeplant, dan is het vruchtbeginsel tussenstandig.

## Bloemformule
In bloemformules wordt meestal de letter G (gynoecium) gebruikt in plaats van de letter V (vruchtbeginsel). In symbolen voor een bloemformule wordt een vruchtbeginsel als volgt weergegeven:
- vergroeid: (G) of (V),
- bovenstandig of hypogyn: G of V,
- tussenstandig of perigyn: G of V en
- onderstandig of epigyn: G of V.

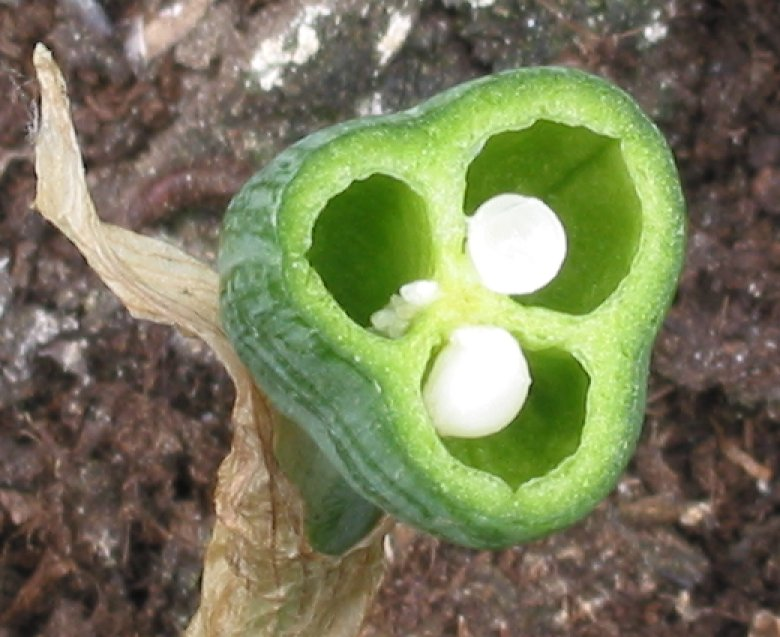
Driehokkig vruchtbeginsel van narcis met hoekstandige zaadknoppen (dwarsdoorsnede)
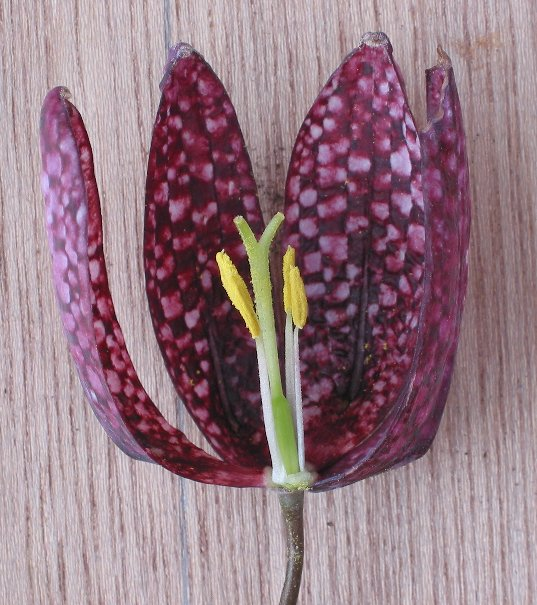
Bovenstandig vruchtbeginsel van kievitsbloem; 2 bloembladen en een meeldraad zijn verwijderd om beter zicht te krijgen op de bloemonderdelen. Deze bloem heeft een bovenstandig vruchtbeginsel dat uit drie hokken bestaat.
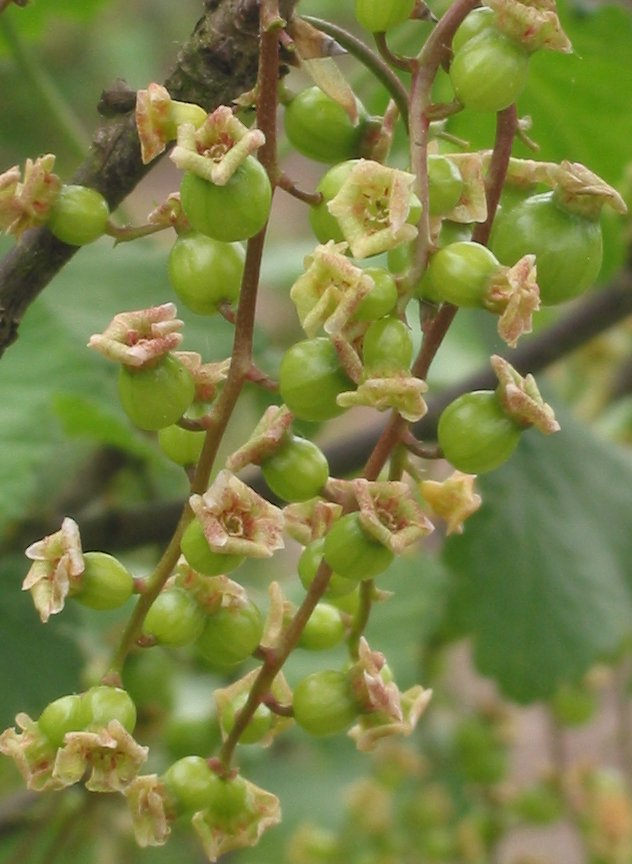
Onderstandig vruchtbeginsel van witte aalbes